# WD 1856+534
WD 1856+534 — белый карлик в созвездии Дракона. Находится на расстоянии около 25 парсек от Солнца. Является внешним компонентом визуальной тройной звёздной системы, внутренние компоненты которой являются красными карликами.
Белый карлик обладает спектром поглощения без сильных линий поглощения в оптическом диапазоне или признаков каких-либо эмиссионных деталей в атмосфере. Эффективная температура составляет приблизительно 4700 K, что соответствует возрасту примерно 5,8 млрд лет. WD 1856+534 имеет массу, равную приблизительно половине массы Солнца, а радиус существенно меньше, всего на 40 % больше земного.

## Планетная система
Данный белый карлик известен наличием одной экзопланеты WD 1856+534 b. Экзопланету открыли методом прохождений при наблюдениях на спутнике Transiting Exoplanet Survey Satellite (TESS) в период с июля по август 2019 года. Анализ данных о прохождениях в 2020 году показал, что планета по типу похожа на Юпитер, обладает радиусом около 10 радиусов Земли, обращается вокруг белого карлика на расстоянии около 0,02 астрономической единицы, а период обращения в 60 раз меньше, чем у Меркурия вокруг Солнца. Неожиданно близкое расположение планеты к белому карлику предполагает, что планета должна была мигрировать во внутреннюю область системы уже после того, как звезда превратилась из красного гиганта в белый карлик, иначе планета погрузилась бы в атмосферу звезды. Миграция может быть связана с тем, что WD 1856+534 принадлежит иерархической тройной системе: белый карлик и планета гравитационно связаны с более далёким компонентом G 229-20, который является двойной системой из двух красных карликов. Гравитационное взаимодействие со звёздами-компаньонами может запускать миграцию планет посредством механизма Лидова-Кодзаи так же, как и для некоторых горячих юпитеров.  Альтернативная гипотеза состоит в том, что планета пережила стадию общей оболочки. В случае последнего сценария другие планеты, погрузившиеся в оболочку звезды раньше, могли привести к сбросу оболочки звезды.